# 關於唐醫生的一切
《關於唐醫生的一切》（英語：Dr. Tang，简称《唐医生》），2022年中國大陸醫療行业剧，中国中央电视台、爱奇艺出品，温德光执导，王子编剧，秦嵐、魏大勋、黄觉、高露領銜主演，王耀庆特别出演。该剧以「全磁懸浮人工心臟」研制的真实故事为背景，讲述安和医院心脏外科主任唐佳瑜携一众同仁，解决了28个高难罕见的心脏病例，通过各种案例描绘医者们的百态人生，将真实反映各种社会焦点问题。该剧将于2022年6月25日中央电视台电视剧频道央视八套首播，爱奇艺全网独播。
2021年4月27日，在北京怀柔区举行開機仪式，共历117天拍摄，于同年8月21日全剧杀青。此剧亦成为2022暑假档都市剧正片播放冠军。

## 简介
以女性职业视角，刻画医患群像。以28个罕见心脏病例情节，让在与心血管疾病抗衡的人群相信奇迹，始终对科技发展充满信心，输出正能量。
讲述在外行医多年的外科医生唐佳瑜，回国后被任命为安和济生医院（A.H.J.S HOSPITAL）中心主任，并成立重病组专门救治心脏疑难杂症和危重病患，主刀28个高难心外手术病例，并成功研发国产“全磁悬浮人工心脏”，改写了国内心外历史，最终也实现自我救赎，收获幸福。

## 本剧特色
《关于唐医生的一切》描写的是“唐佳瑜”的经历，借唐佳瑜之眼，在医院这个特殊空间内发生的世间百态，进而感受整个社会的众生相、人情冷暖。

## 劇情介紹
在国外行医多年的女外科医生唐佳瑜回国，被任命为安和济生医院心脏中心主任并成立重病组，开始主导研发国产人工心脏空降的佳瑜遗到众人抵制，但她用一台台高难手术证明了自己，终将属下们一一收服，身为主刀医生的佳瑜也因与麻醉医生叶弈明在为患者做手术时的一次次高度配合而日渐熟悉，人工心脏的首位受试者手术失败，佳瑜和叶弈明的感情因前夫的突然来到而受阻。同时与国外器械商的合作再次被提出，国产人工心脏的研发也到了天折边缘。经历事业和人生双重低谷的佳瑜，无奈远赴先心病高发地区，在一次次手术中找回了对外科医学的热爱，重拾信心回到医院，推动国产人工心脏的研制重新起航。最后在医院众人的帮助下，佳瑜成功研发出国产人工心脏，创造了国内心外的历史，也和叶弈明找到了属于他们的幸福。

## 播出平台

### 首播
| 频道                               | 所在地   | 播出日期       | 播出时间                                    | 备注                                                   |
| CCTV-8                             | 中国大陆 | 2022年6月25日  | 每日19:30 - 21:30，连播两集                 | 黄金强档剧场                                           |
| 愛奇藝                             | 中国大陆 | 2022年6月25日  | VIP會員每日19:30更新 非会员每日22:00转免1集 | VIP会员抢先看首6集                                     |
| iQIYI                              | 全球     | 2022年6月25日  | VIP會員每日19:30更新 非会员每日22:00转免1集 | VIP会员抢先看首6集                                     |
| myTV SUPER                         | 香港     | 2022年6月25日  | 每日19:30，更新两集                         | 原音版                                                 |
| iTalkBBTV                          | 加拿大   | 2022年6月25日  | 每日更新一集                                |                                                        |
| iTalkBBTV                          | 美国     | 2022年6月25日  | 每日更新一集                                |                                                        |
| CCTV-1                             | 中国大陆 | 2022年7月3日   | 每日09:30 - 11:30，连播三集                 | 上午档                                                 |
| 安徽卫视                           | 中国大陆 | 2022年7月25日  | 每日19:25 - 21:25，连播两集                 | 海豚第一剧场                                           |
| 山东卫视                           | 中国大陆 | 2022年7月27日  | 每日19:25 - 21:25，连播两集                 | 花漾剧场                                               |
| Astro AEC                          | 马来西亚 | 2022年10月28日 | 每周一至周五 19:00 - 20:00，只播一集        | “戏剧强档” 频道306                                     |
| Astro GO                           | 马来西亚 | 2022年10月28日 | 每周一至周五，19:00更新                     |                                                        |
| OnDemand                           | 马来西亚 | 2022年10月28日 | 每周一至周五，19:00更新                     |                                                        |
| 爱尔达影剧台                       | 臺灣     | 2022年11月24日 | 每周一至周五 19:00 - 21:00，连播两集        | 频道355                                                |
| CCTV-3                             | 中国大陆 | 2022年11月24日 | 每日 22:00 - 00:00，连播三集                | 11月30日中国前主席江泽民逝世，11月5日、11月6日暂停播出 |
| 凤凰卫视欧洲台                     | 日本     | 2022年12月19日 | 每周二至周六 09:30                          | 原音播出，备日文字幕，“频道518”                        |
| 武汉广播电视台电视剧频道（WHTV-2） | 中国大陆 | 2023年1月15日  | 每日 19:10，连播四集                        | 钻石剧场                                               |
| Central TV                         | 蒙古     | 2023年1月30日  | 每周一至周五 21:00                          | 蒙古中央电视台，蒙古语配音                             |
| 大连新闻综合频道                   | 中国大陆 | 2023年3月9日   | 每日 20:00，连播两集                        | “黄金剧场”CCTV风云剧场频道                             |
| 海峡卫视                           | 中国大陆 | 2023年3月25日  | 每日 18:35，连播三集                        | 青春剧场                                               |
| START                              | 俄罗斯   | 2023年4月19日  | 每日更新                                    | 俄语配音                                               |
| CCTV风云剧场                       | 中国大陆 | 2023年5月3日   | 每日 14:30，连播六集                        | 5月3日17:06连播三集 5月4日起14:30连播六集              |
| 九样传媒 IXMedia                   | 韩国     | 2023年5月17日  | 每周一至周四更新2集                         | 韩语配音 “全海外独家发行”                              |
| MBC                                | 韩国     | 2023年5月17日  | 每周一至周四更新2集                         | 韩国配音                                               |
| 深圳卫视                           | 中国大陆 | 2023年6月14日  | 每日 12:46，连播六集                        | 热播剧场                                               |
| 华语剧台                           | 香港     | 2023年7月14日  | 每日 11:00-12:00                            | ”频道89” 原音版                                        |
| Kineko                             | 俄罗斯   | 2023年8月2日   | 每周一至周五15:25，只播一集                 | 俄语配音                                               |
| 八大第一台                         | 臺灣     | 2023年11月7日  | 星期一至五 23:00 - 00:00                    | 全台首播 “双语播出”                                    |
| PPCTV9                             | 柬埔寨   | 2023年12月1日  | 每日 11:00 - 21:00                          |                                                        |

### 重播
| 频道         | 所在地   | 播出日期      | 播出时间             | 备注                                        |
| CCTV-8       | 中国大陆 | 2022年8月23日 | 每日23:04，连播三集  | 深夜时段                                    |
| CCTV风云剧场 | 中国大陆 | 2023年8月11日 | 每日 14:30，连播六集 | 8月11日18:01连播两集 8月12日起14:30连播六集 |

## 楼层表介绍

### 安和济生医院 A.H.J.S HOSPITAL
楼层指引 FLOOR GUIDE
1F
门诊大厅（Outpatient Hall）
综合门诊（General Clinic）
2F
心外科（Cardiac Surgery）
医学检验科（Medical Laboratory）
3F
耳鼻喉科（ENT Surgery Dept）
健康管理中心（Health Management Center）
4F
骨科（Orthopedics）
医学影像科（Medical Imaging）
5F
神经外科（Neurosurgery）
医学工程科（Medical Engineering）
6F
麻醉科（Anesthesiology）
药剂科（Pharmacy）
7F
妇产科（Obstetrics and Gynecology）
8F
放射科（Radiology）
皮肤科（Dermatology）
9F
体检中心（Physical Examination）
口腔科（Stomatology）
10F
内科（Internal Medicine）
11F
肛肠外科（Anorectal Surgery）
肠道疾病专科（Intestinal Disease Specialty）
12F
眼科（Ophthalmology）
肿瘤科（Oncology）

## 演員列表

### 領銜主演
| 演員   | 角色     | 介紹 |
| 秦嵐   | 唐佳瑜   | A.H.J.S HOSPITAL 安和济生医院心脏中心主任 / 主任医师 / 重病组组长 所属部门：心外科（CARDIAC SURGERY） 编号：028891 性格：心高气傲、冷面傲骨、胆大心细、柔软善良 配偶：赵晋安 （2013年结婚—2022年離婚） 38岁，本是克梅德医疗中心炙手可热的外科明星，在国外的心外医疗界享有盛誉，因副院长的几番邀请，才来担任安和医院心脏外科主任一职。八岁那年，父亲死于心脏病，决定选择从医。西北人，现居住于乐晨小区二号楼1002，国内医学院毕业，后来取得国外执业医师的资质，在克梅德医疗中心接受住院培训和专科培训，是年薪最高的主治医生之一，其间一共做了二百五十八例的人工心脏植入手术。与丈夫赵晋安婚姻触礁，后来提出离婚，与他有九年的婚姻关系，五年前意外流产才发现自己已怀孕八周。唐佳瑜医术能力超群、热心于救治病患，对医术有着极高的追求，憑藉著自己專業，逐一化解危機，对病人的恳切折服了医院的同仁，对于唐佳瑜来说，每一台手术于她而言都是重要无比的，医术能力超群、热心于救治病患，并成立重病组专门救治心脏疑难杂症、危重病患，在医学团队的共同努力下，推动研发人工心脏进入临床，最后并与安莘医疗共同研发国产“全磁悬浮人工心脏”。 |
| 魏大勋 | 葉弈明   | A.H.J.S HOSPITAL 安和济生医院麻醉科副主任医师 / 医院伦理委员会成员 所属部门：麻醉科（ANESTHESIOLOGY） 编号：062955 性格：亲切稳重、耐心温柔、谨慎低调、痴情专一 35岁，医学世家继承人，放弃家族专攻外科领域。叶弈明在安和济生医院出生长大，不仅是医院的“团宠”，也是公认的暖男，多次为唐佳瑜排忧解难。毕业于安和济生直系医学院，是麻醉科室有口皆碑的“顶梁柱”，作为麻醉医生，叶弈明一直为患者的生命安全保驾护航，不仅是唐佳瑜工作手术上不可缺少的伙伴，对彼此的专业和品行互相欣赏，更在日渐相处中与唐佳瑜成为知己。在多次手术中，叶奕明和唐佳瑜密切配合，攻克难题，叶奕明也渐渐新察觉自己喜欢上了能力超群，热心于救治病患的唐佳瑜，却不得不耐心等待，最后顺从自己的内心，前去寻找追随，并帮助唐佳瑜一次次手术中找回对心外科纯粹的热爱。 |
| 黄觉   | 刘沣     | A.H.J.S HOSPITAL 安和济生医院副院长 / 肺移植专家 职级：副院长（ASSOCIATE DEAN） 编号：018899 性格：精明世故、果敢 配偶：周琳 儿女：两子 已婚，刘沣极具理想主义，凡是以大事为重，是安和济生医院下任院长有力的候选人之一，是他挑起了开发人工心脏的重担。唐佳瑜的绯闻前男友，他在国外与唐佳瑜相识相知，也是同校的校友，一直非常欣赏佳瑜的才华，所以，当老主任退休后，刘沣力排众议，请唐佳瑜回国掌管心脏中心。为了支持唐佳瑜，不仅配合她一起完成疑难手术，更让她主导研发中国全磁悬浮人工心脏。 |
| 高露   | 欧阳真予 | A.H.J.S HOSPITAL 安和济生医院医务处处长 / 器官移植协调员 / 医院伦理委员会成员 小名真真 昵称：机器人、剩斗士 所属部门：医务处（MEDICAL OFFICE） 编号：014789 性格：不苟而笑、冷静细腻、细致严谨、外冷内热 36岁，母胎单身，在安和济生医院已有十年，从医务处最基层开始做起，院长特别欣赏她，为人处世铁面无私不留情面不肯徇私，也常被同事在背后嘲讽，她却始终不理闲言，依然坚持原则。她有一颗无比真诚的心，拥有临床医学博士学位，是言情小说的十几年忠实书迷。在唐佳瑜空降之初，是坚定的反对者，但随着和唐佳瑜的相处，二人很快惺惺相惜，成为互相欣赏的好朋友。 |

### 其他主演
| 演員   | 角色   | 介紹 |
| 宣言   | 江百列 | A.H.J.S HOSPITAL 安和济生医院心脏中心住院医师→主治医师 / 重病组成员 性格：勤奋好学、善良坚定 27岁，江百列求知欲爆表，且把持得住自己，不轻易被美色动摇。拥有医学博士学位，在他上大学那一年，姥姥患上阿茲海默症。 |
| 金泽灏 | 龙向东 | A.H.J.S HOSPITAL 安和济生医院心脏中心主治医师 / 重病组成员 性格：真诚率直、豪爽、执着 配偶：吴敏敏（2023年结婚） 32岁，龙向东能文能武，正义感时刻在线，是重病组的“强心剂”，安和济生直系医学院毕业。三年前未婚妻罹患扩张型心肌病，却因没等到心脏供体而逝世，让龙向东遗憾痛苦，每年忌日他都会去墓地探望，也让他对人工心脏的推动格外积极。虽遇坎坷，却不曾磨灭对未来的向往，冷静沉稳的外表下藏着一颗火热的心。                            |
| 宁文彤 | 秦大中 | A.H.J.S HOSPITAL 安和济生医院心脏中心副主任医师 / 重病组成员 性格：深藏不露 52岁，在安和济生医院已有十几年，一直处于副主任的位置，也是重病组的“二把手”、零食供应商，是一名行医不忘爱生活的医师。他离过三次婚，曾经与首任前妻石丽离婚、之后复合，后来又再次离婚。瑞安的球迷，二十年前他在滨城小镇是个颇有名气的整形外科医师。 |
| 张翔   | 周达   | A.H.J.S HOSPITAL 安和济生医院心脏中心主治医师 / 重病组成员 34岁，已婚，家庭事业双丰收，也是重病组里婚姻最幸福的医师。妻子曾经患上产后抑郁症，两人育有一名女儿，妻子是知名作家方宁的粉丝。 |
| 曲高位 | 廖小波 | A.H.J.S HOSPITAL 安和济生医院心脏中心副主任医师 / 重病组成员 42岁，独身主义者，在安和济生医院已有十几年，爱好打网球，没有朋友，一直视宋保德为亲哥哥，是宋主任的得力干将，也是他的“左膀右臂”。后来因为安和济生医院肩负着临床任务和科研任务的重任，人手紧张，而被院长暂时借调到重病组。 |
| 彭杨   | 吴敏敏 | A.H.J.S HOSPITAL 安和济生医院心脏外科护士长 编号：091421 配偶：龙向东（2023年结婚） 为人体贴入微、细腻温柔，有爱心责任心，视唐佳瑜为偶像。 |
| 刘美含 | 黎樱   | 《医疗世界周刊》记者 喜欢葉奕明，与葉家两家是世交，他们从小就认识，是两小无猜。小樱毕业于国内医学院，在大一的时候，换了专业，换成了新闻传播，后来她就和葉奕明没联系了，直到去年在叶家碰上了，才开始有交集。喜欢喝卡布奇诺。后来她申请外派到日本工作。 |
| 贾景晖 | 王海明 | 安莘医疗科研工程师 / A.H.J.S HOSPITAL 安和济生医院心脏外科工程师 昵称：王工 骄傲清高、不近人情，拥有工程学双博士学位，在国外留学，并加入了一家人工心脏研究所，一待就是十年时间。他不善与人交际，却是一个真正的机械工程天才，在国外做了十年以上的科研研究，对人工心脏有着极大热情，一直惦记着回来建设祖国，立志要潜心研发全磁悬浮人工心脏。去年开始回国创业，还做出了全国唯一的全磁悬浮人工心脏样机。与欧阳真予欢喜冤家，后来产生感情。 |

### 特别出演
| 演員   | 角色   | 介紹 |
| 王耀庆 | 赵晋安 | 美国大学教授 University Professor 职务：终身教授（Tenure / Academic Tenure） 任教：欧洲现代史 性格：温文尔雅、儒雅博学 配偶：唐佳瑜 （2013年结婚—2022年離婚） 很爱妻子唐佳瑜，后来被她提出离婚，他从来没想过要离婚，也没打算要放弃这个家庭，一直以来他都非常想要一个家和属于他们的孩子，他也为了佳瑜而妥协、包容，可是佳瑜总是把工作都放在首位，冷落了他，后来晋安因感到寂寞而背叛了佳瑜，直到佳瑜发现后回国逃避，两夫妻就此分居异地。就在佳瑜回国后，他还和于梦同居了三个月，还使于梦怀孕。几个月后，晋安回国寻找佳瑜挽救婚姻，愿意放弃一切与她重新开始，虽然晋安坦白将背叛之事的经过告诉佳瑜，但晋安隐瞒了佳瑜在她回国后，与于梦同居了三个月，还导致于梦怀孕。晋安与佳瑜的婚姻触礁，与佳瑜有九年的婚姻关系，佳瑜五年前曾经小产，两夫妻因为尚未出世孩子的意外离世而产生矛盾和隔阂。 |
| 刘奕君 | 顾英雄 | R.W HOSPITAL 仁外醫院心脏外科主任医师 / 主任医师 薛正伦的二弟子，在搭橋手术界，人称“亚洲第一刀”，在国内心外，是最有分量的大咖。二十年前，他就已经开始研发人工心脏，因为时机不成熟，后来放弃了。共获得三次“金刀奖终身成就奖”。最后在仁外医院的共同努力下，成功推出国产“全磁悬浮人工心脏”。 |
| 奚美娟 | 鄭美棠 | 68岁，与丈夫于江平发生车祸而一同送入医院救治，与其从恋爱到结婚，一起生活已有四十年。 |
| 王姬   | 尤海莉 | 前警察，丈夫是一名中学老师。三十年前，丈夫得了心脏病，她因为国道出了事故，要去现场勘查情况，而没能在丈夫身边，丈夫身边只有女儿唐佳瑜守着，直到她隔天早上回来时，丈夫已经去世了。一年后，她就改嫁给徐国强，女儿唐佳瑜就此而生气她。 |
| 梁丹妮 | 孔婉如 | A.H.J.S HOSPITAL 安和济生医院前眼科主任 / 主任医师 已退休，前眼科主任，葉弈明与葉弈岚的母親。三十五年前，她生下儿子葉弈明时正在出诊，儿子在医院出世。 |
| 杨若兮 | 駱母   | 女儿骆心然因患上马凡氏综合征先天遗传性疾病已有六年，她为女儿治病而卖房。丈夫在于三年前同样因马凡氏综合征而猝死。 |
| 郝平   | 叶振江 | A.H.J.S HOSPITAL 安和济生医院前普通外科主任 / 主任医师 前普通外科醫師，因患病而被迫退休，葉弈明与葉弈岚的父親。三年前因罹患帕金森氏症，他不愿意退休，直到儿子葉弈明求助刘沣，让刘沣表明院领导的态度，最后叶振江才肯退休。十幾年前感冒拖延成了心內膜炎，換過生物瓣，因胸悶和氣短住進安和醫院治療。去年在外院做过深部脑刺激术。他选择唐佳瑜做他的手术主刀，原因是想唐佳瑜留住葉弈明。 |
| 姜梓新 | 夢     | 美国大学研究生，在大学时期极多追求者，仰慕、喜欢赵晋安，也是介入唐佳瑜和赵晋安婚姻的第三者，在唐佳瑜不知情之下，与赵晋安同居三个月意外怀孕，后来因为回国前出了一次意外而小产。罹患兩種罕見先心病，左冠狀動脈異常起源於肺動脈合併動脈導管未閉。 |

### 友情出演
| 演員   | 角色     | 介紹 |
| 白志迪 | 薛正伦   | R.W HOSPITAL 仁外醫院的前院長 / 外科协会荣誉主席 83岁，一生未婚，已退休，心外界泰斗，是国内最權威的心臟外科手术始创人之一，也是德高望重的老院长。仁外醫院现任院长朱伟宁是他的入室大弟子，入室二弟子是仁外醫院大主任顾英雄，和他关系最亲。三个月前患上心脏血管肉瘤，为了避免顾英雄和朱伟宁被迫站在手术台为他动手术，而到安和济生医院做急诊手术，并选择唐佳瑜成为他的主刀，原本手術很成功，但因為魚精蛋白過敏而死亡，死亡时间下午五点十五分。在二十年前，唐佳瑜还是实习医师的时候，给他写了八页纸的长信，希望成为像他一样成功的心脏外科医师，并想成为他门下学习研究生，结果他“不收女生，请勿尝试”八个字将唐佳瑜挡在自己的研究生门外，唐佳瑜也多年来对此事一直耿耿于怀。 |
| 张定涵 | 周琳     | 家庭主妇，音乐学院毕业。刘沣的妻子，育有两名儿子。两年前曾经患上忧郁症，周琳为了家庭，而放弃她原本的事业，家庭对她来说是无比重要，丈夫终日工作忙碌顾不上家里，而疏忽了她。当年她家里条件不好，姑妈周淑珍总是接济她，后来嫁了给刘沣，她就当上了全职太太。 |
| 张雯   | 叶弈岚   | A.H.J.S HOSPITAL 安和济生医院妇科主任医师 小名八爪岚 36岁，已婚，生于医学世家，双亲已退休，她满怀专注与热忱，半年前在下乡送医，后来妇产科缺人手，而提前一个多月回来。起初因諸多誤會而對唐佳瑜有所不滿，曾在明裏暗裏對眾人揶諭唐佳瑜，後來兩人合作為徐江月做完宮內肧胎心臟主動脈介入擴張手術並成功後，兩人關係後來漸漸冰釋並成為好友。 |
| 赵成顺 | 姥爷     | 农村外地人，陈小雨姥爷，乡下靠种红薯谋生，一手將小雨帶大，因為無法負擔手術費而不敢帶孩子去做手術。 |
| 范春霞 | 石丽     | 秦大中的首任前妻，与他经历离婚、复合，又再次离婚。养有一个得了肾衰竭的宠物狗，名叫“点点”。 |
| 李小燕 | 周淑珍   | 65歲，周琳的姑媽，前发动机厂工程师，已退休，多年来孑然一身。当年改进的发动机涡轮扇叶，是厂里的主打产品，她也受到后辈同事们的祟拜。患有心臟嗜鉻細胞瘤。本身有高血压，确诊已有一年三个月。 |
| 徐嘉雯 | 王雪纯   | 遗传扩张性心肌病病患者，与丈夫涂磊育有一名两岁女儿的小萌。她最大遗憾是数年前因保险失效回国，而导致当年移植手术不是由唐佳瑜来做主刀。信任唐佳瑜，在外国克梅德医疗中心已是唐佳瑜的病人，原本與袁蕊心臟配型成功準備做移植手術，卻在移植平台重新分配供體後意外失去移植機會，人工心脏也质检失败，没有合适的供体，后来王雪纯心脏骤停，只能通过每日上体外膜氧合延续生命，上了体外膜氧合也一直没有等到心脏供体，随后出现肾衰竭、肝脏衰竭，慢慢地全身器官逐渐衰竭，最后无奈放弃抢救，她的遗憾离世，给了唐佳瑜沉重的一击。 |
| 牟星   | 汪月     | 在與魏杰的婚禮上，因氣球充氣罐違規操作爆炸，與前男友劉東被管子穿刺在一起，傷及主動脈和肺部。 |
| 王策   | 崔铮强   | A.H.J.S HOSPITAL 安和济生医院神经外科主任医师 被称为“神外三剑客”，却被唐佳瑜取名为“薯条三兄弟”。爱吃红烧排骨饭，与叶弈明是好兄弟关系。 |
| 施羽   | 袁父     | 袁蕊的父亲，女儿被确诊脑死亡，也是器官捐献志愿者，当得知小蕊的心脏已经找到了合适配型的病人时，无法接受。 |
| 方晓莉 | 袁母     | 去年做了宫颈癌的手术。袁蕊的母亲，女儿被确诊脑死亡，也是器官捐献志愿者，当得知小蕊的心脏已经找到了合适配型的病人时，无法接受。 |
| 管轩   | 徐国强   | 三十年前，太太因为一场车祸而去世，留下他和一名女儿徐江月，后来他娶了尤海莉为妻。 |
| 张鹭   | 欧阳妈妈 | 歐陽真予的母亲，丈夫有高血压，专程从上海来探望女儿，视女儿为掌上明珠，性格活泼热情。 |
| 马月   | 徐明珠   | 风湿性心脏病患者，由整形外科转到心外科的病人。徐明珠本来下个月预约做隆胸手术，结果来做术前检查时，被发现心脏瓣膜有问题，还导致了心脏巨大。喜欢江百列。 |

### 單元演員
| 單元病例                                          | 演員     | 角色       | 介紹 |
| 馬凡綜合症 （第1集）                              | 楊若兮   | 駱母       | 參見特别出演。 |
| 馬凡綜合症 （第1集）                              | 黃楚桐   | 駱心然     | 16歲，馬凡綜合症患者，患上馬凡綜合症已有六年，在唐佳瑜與宋保德的手術方案中選擇了唐佳瑜提出的大衛手術加全主動脈置換。爱吃荠菜馅馄饨。 |
| 心臟黏液瘤 （第2集）                              | 奚美娟   | 鄭美棠     | 參見特别出演。 |
| 心臟黏液瘤 （第2集）                              | 鞏金國   | 江平       | 車禍造成顱腦外傷送入神經外科搶救。因心臟長了黏液瘤，碎片堵住腦部造成腦梗而發生車禍。 |
| 心臟移植 （第3集）                                | 徐嘉雯   | 王雪純     | 參見友情出演。 |
| 心臟移植 （第3集）                                | 施羽     | 袁父       | 參見友情出演。 |
| 心臟移植 （第3集）                                | 方曉莉   | 袁母       | 參見友情出演。 |
| 心臟移植 （第3集）                                | 王子怡   | 袁蕊       | 車禍後被確診為腦死亡，生前為器官捐獻志願者。因急性肺栓塞導致右心衰竭，心臟成為邊緣供體，在唐佳瑜拜託劉灃開胸取栓後，心臟恢復正常成為供體。 |
| 心臟移植 （第3集）                                | 魏峰     | 磊         | 王雪純的丈夫，与她有一名女儿。 |
| 術中知曉 （第4集）                                | 陳思同   | 鍾小星     | 原名張林，10岁，是一名孤儿，有先天性二尖瓣狹窄與自閉症，和父亲一起生活已有七年，因父親付不起醫療費而被遺棄在福利院门口。三年前人工瓣手術因天生對麻醉藥物不敏感，導致術中知曉，記得手術過程而害怕再做手術。 |
| 術中知曉 （第4集）                                | 李先亮   | 張志強     | 职业跑长途拉货，鍾小星父親，他妻子因为发现孩子患病，就跟他离婚。三年前因付不起醫療費而將孩子遺棄在福利院门口。 |
| 術中知曉 （第4集）                                | 孫一諾   | 李社工     | 福利院工作人員 |
| 冠心病 （第5集）                                  | 何翯     | 方寧       | 36歲，言情小說天后，知名作家，红了十几年。很早以前，她父母已经不在了，也没有亲人。趙陽是她初恋男友，方寧写了大半辈子言情小说，才第一次爱上一个人，因为趙陽这个人，让她觉得她是个正常人。方宁十二歲時確診冠心病，已做過三次搭橋手術，胸腔粘連嚴重。 |
| 冠心病 （第5集）                                  | 劉頔     | 丁志鵬     | 昵称丁总，方寧的經紀人。 |
| 冠心病 （第5集）                                  | 金天宇   | 趙陽       | 方寧的男朋友 |
| 先天性心臟病 （第6集）                            | 張智坤   | 陳維生     | 患有先天性心臟病，為矯正型大動脈轉位合併輕度肺動脈狹窄。因為想做登山運動員而到安和济生醫院做手術，过程中隱瞞自己患有A型血友病的事實。他是由病友专门推荐到安和济生医院诊治，从小就想做一名登山运动员。在他小时候，有一名登山运动员来他学校做演讲，在那时候他就迷上了登山。后来他开了一家登山用具商店，认识了许多登山爱好者，其中一个跟他关系特别好的哥们儿，因为登山的时候出了意外，丢了一只手。 |
| 急性心包填塞 （第7集）                            | 夏振嚴   | 魏建國     | 少年时期只就读到职高，魏朝陽的父親，對於兒子做心臟手術卻必須截肢而感到悲憤。 |
| 急性心包填塞 （第7集）                            | 胡昌霖   | 魏朝陽     | 17歲，高中学生，先天性主動脈竇擴張，主動脈夾層破裂造成心包填塞。因術中和術後用了大量血管活性藥導致術後併發症，右腿必須截肢。 |
| 風濕性心臟病 （第8集）                            | 馬月     | 徐明珠     | 參見友情出演。 |
| 風濕性心臟病 （第8集）                            | 李棟     | 主任       | A.H.J.S HOSPITAL 安和濟生醫院整形外科主任醫師 |
| 心臟自體移植 （第9集）                            | 白志迪   | 薛正倫     | 參見友情出演。 |
| 鏡面人 （第10集）                                 | 劉奕君   | 顧英雄     | 參見特别出演。 |
| 鏡面人 （第10集）                                 | 宋宏     | 李家福     | 為鏡面人，心臟、肝臟、脾臟、膽等器官的位置與正常人相反。在工地不慎從高處摔下落在圍欄上，右心房被刺穿，降主動脈撕裂形成動脈瘤。 |
| 單心房單心室 （第12集）                           | 趙潤南   | 扎西達瓦   | 21歲，藏族人，患有先天性心臟病，只有單心房與單心室。 |
| 單心房單心室 （第12集）                           | 耿藝展   | 龐偉       | 扎西的朋友、樂隊成員 |
| 單心房單心室 （第12集）                           | 謝炎風   | 孫新       | 扎西的朋友、樂隊成員 |
| 單心房單心室 （第12集）                           | 楊詩倩   | 趙靜       | 扎西的朋友、樂隊成員 |
| 心臟嗜鉻細胞瘤 （第14集）                         | 李小燕   | 周淑珍     | 參見友情出演。 |
| 主動脈瓣狹窄 （第15集）                           | 何晶     | 沈麗英     | 41歲，高齡產婦，患有先天性主動脈瓣狹窄主動脈瓣狹窄。已怀孕十三周，与丈夫结婚已有十几年，一直都没有想要孩子，直到后来性格不合而离婚，离婚后才发现怀孕了，她认为离婚是她做得最正确的一件事情。 |
| 永存動脈幹 （第17集）                             | 趙成順   | 姥爺       | 參見友情出演。 |
| 永存動脈幹 （第17集）                             | 明月     | 陳小雨     | 5歲半，永存動脈幹患者，先天大血管畸形，后去世。患者出生没多久就被确诊，五年前，小雨的父母知道这病况时，就闹离婚，后来母亲就改嫁到外村，父亲也出去工作了，由姥爺一手养大。 |
| 坎特雷爾五聯症 （第17集）                         | 念念     | 宝宝       | 女婴，出生时只有一周，一出生就被母親遺棄在安和济生醫院，患有坎特雷爾五聯症。 |
| 坎特雷爾五聯症 （第17集）                         | 廖娟     | 李小琴     | 棄嬰的母親，大学毕业，双亲已离世，只有一名舅舅，毕业前不久就患有精神分裂症，还住过精神病院，直到出院后不久，就离家出走。最后在东区公园旁边发生車禍，後腦死亡，死亡时间中午一点三十分。曾经上大学的时候，登记过器官捐獻，也是器官捐獻志願者。以前手臂骨折过，骨头上打过钢钉。 |
| 坎特雷爾五聯症 （第17集）                         | 耿聖凱   | 王警官     | |
| 主動脈夾層 （第18集）                             | 包克     | 李家河     | 38歲，知识型企業家，家属专程包专机把他从外地运到安和济生医院治疗，三个月前患者被确诊主動脈B型夾層，在外院进行介入治疗，放置一枚覆膜支架，因支架感染造成食道破洞且支架脫落掉進胃裡。李家河从前学医，后来转行经商，去年还捐了一千万给医学院修图书馆，培养下一代医生，毕业于安和济生直系医学院，也是葉弈明和龙向东的校友。                                                                         |
| 主動脈夾層 （第18集）                             | 喬子涵   | 李太太     | 李家河妻子，与丈夫有个儿子，為救丈夫花費一千萬包機將他送到安和济生醫院接受治療。 |
| 雜交手術 （第19集）                               | 牟星     | 汪月       | 參見友情出演。 |
| 雜交手術 （第19集）                               | 吳駿超   | 劉東       | 在汪月與魏杰的婚禮上，因氣球充氣罐違規操作爆炸，他為救汪月意外與她被管子穿刺在一起，傷及右心房和脊柱。 |
| 雜交手術 （第19集）                               | 劉繼勛   | 魏杰       | 汪月的未婚夫 |
| 雜交手術 （第19集）                               | 趙正陽   | 許主任     | A.H.J.S HOSPITAL 安和濟生醫院急診科主任醫師 |
| 三尖瓣閉鎖 （第20、21集）                         | 楊云瀚   | 趙亮亮     | 5歲，三尖瓣閉鎖患者，接受雙向格林手術，因術前嚴重腦缺氧導致術後腦部併發症。 |
| 三尖瓣閉鎖 （第20、21集）                         | 姜寒     | 趙學武     | 趙亮亮的父亲，职业卖家具，在郊区开了个小厂卖家具。与前妻离婚已有几年，后来前妻再嫁给外地人，他獨自一人照顧病重的母親與兒子。母亲名为谭秋萍，母亲患有神经胶质瘤。 |
| 冠狀動脈異常起源於肺動脈與動脈導管未閉 （第22集） | 姜梓新   | 夢         | 參見特别出演。 |
| 人道主義豁免手術、 人工心臟 （第23、24集）        | 徐嘉雯   | 王雪純     | 參見友情出演。 |
| 人道主義豁免手術、 人工心臟 （第23、24集）        | 魏峰     | 磊         | 王雪純的丈夫 |
| 人道主義豁免手術、 人工心臟 （第23、24集）        | 原海嫚   | 萌萌       | 混血儿，王雪純與磊的女兒。 |
| 主動脈根部瘤 （第26集）                           | 巴贊     | 巴贊       | 旺達醫院心臟外科醫師 |
| 主動脈根部瘤 （第26集）                           | 扎西才讓 | 多吉       | 35歲，藏族牧民，罹患主動脈根部瘤、主動脈瓣返流與鈣化灶。 |
| 白塞氏病 （第27集）                               | 宋詞     | 蔣文芳     | 貝赫切特綜合症患者，出現罕見心臟症狀。 |
| 白塞氏病 （第27集）                               | 及曉龍   | 蔣先生     | 蔣文芳兒子 |
| 靜脈平滑肌瘤 （第28集）                           | 張雯     | 葉弈嵐     | 參見友情出演。 |
| 靜脈平滑肌瘤 （第28集）                           | 王美茜   | 屈建紅     | 50歲，罹患罕見的靜脈平滑肌瘤，子宮到右心室皆已被侵蝕。 |
| 靜脈平滑肌瘤 （第28集）                           | 楊凱涵   | 屈建紅丈夫 | 屈建紅的丈夫 |
| 異位心臟移植 （第29集）                           | 屈玥     | 許覓       | 十年前在國外做異位心臟移植手術，所以擁有兩顆心臟。 |
| 異位心臟移植 （第29集）                           | 常泰     | 齊主任     | A.H.J.S HOSPITAL 安和濟生醫院麻醉科主任，医院里资历最深的麻醉科医师。 |
| 胎兒宮內心臟手術 （第30、33集）                   | 王姬     | 尤海莉     | 參見特别出演。 |
| 胎兒宮內心臟手術 （第30、33集）                   | 管軒     | 徐國強     | 參見友情出演。 |
| 胎兒宮內心臟手術 （第30、33集）                   | 崔寶月   | 徐江月     | 唐佳瑜无血緣關係的妹妹，从小就有哮喘和过敏。已婚，丈夫李辉在阿根廷出差，懷孕28周，胎兒主動脈重度狹窄，左心無法正常發育，后来诞下男婴。 |
| 胎兒宮內心臟手術 （第30、33集）                   | 楊俊超   | 李輝       | 徐江月的丈夫 |
| 心外膜海綿狀血管瘤 （第31集）                     | 楊曉丹   | 林雙花     | 1969年9月21日出生，居住于北京市云江区清风村二区93号。王亞琴的发小，兩人一起從家裡逃出。 |
| 心外膜海綿狀血管瘤 （第31集）                     | 寧子     | 王亞琴     | 50多歲，有一名丈夫和女儿，患有心外膜海綿狀血管瘤，與林雙花一起逃家。 |
| 馬凡綜合症 （第34集）                             | 馬東辰   | 肖代勝     | 30歲，著名排球運動員，三个月前患上馬凡綜合症，使主動脈竇部病變與眼部病變。肖代勝三十七次代表国家队出征，两次获得最佳球员称号。他从小在体校长大，在体校将近过了二十多年。 |
| 馬凡綜合症 （第34集）                             | 李莎     | 李珊       | 肖代勝的經紀人 |
| 經導管主動脈瓣置入術 （第35集）                   | 梁丹妮   | 孔婉如     | 參見特别出演。 |
| 經導管主動脈瓣置入術 （第35集）                   | 郝平     | 叶振江     | 參見特别出演。 |
| 人工心臟 （第35、36集）                           | 高山     | 林德栓     | 果农，家种砂糖橘，有一儿一女，擴張性心肌病患者，是安和济生醫院進行的首例国产全磁悬浮人工心脏临床实验，第一例人体植入手術病患者。 |
| 人工心臟 （第35、36集）                           | 張鑫     | 林美玉     | 林德栓的女兒，弟弟在非洲工作修铁路。 |

### 其他演員
| 演員             | 角色     | 介紹 |
| 楊子驊           | 宋保德   | A.H.J.S HOSPITAL 安和濟生醫院心臟中心主任 / 主任醫師→行政管理助理→心臟中心主任 在安和濟生醫院已有二十年，擅長科研及論文。在唐佳瑜回国前，他原是心臟中心代理主任任职了三个月，在他任职里连着三起手术后并发症，而接收三封投诉信。對於唐佳瑜空降成為主任心懷不滿且處處針對她。 |
| 喬駿達           | 呂肖     | A.H.J.S HOSPITAL 安和濟生醫院麻醉科住院医师→主治醫師 |
| 鞠可兒           | 羅詠詩   | A.H.J.S HOSPITAL 安和濟生醫院心臟外科護士 |
| 張天穎           | 于倩     | A.H.J.S HOSPITAL 安和濟生醫院心臟外科護士 |
| 宋元甫           | 陳周     | 江百列的大學同學 |
| 左凌峰           | 陳漢文   | A.H.J.S HOSPITAL 安和濟生醫院心臟外科醫師 |
| 王皓禎           | 楊銳     | 吳敏敏的男朋友，后来向她求婚，最后分手。 |
| 郭迦南           | 王光     | A.H.J.S HOSPITAL 安和濟生醫院檢驗科醫師。30岁，热爱健身，為了選上科室副主任而接近歐陽真予，成为她的男朋友，后分手。 |
| 堯笛             | 朱妍     | A.H.J.S HOSPITAL 安和濟生醫院心臟外科護士 |
| 薛亦倫           | 錢守義   | 52岁，冠心病入院，偷跑出醫院看瑞安球賽途中發生心絞痛。体重过重，本有患有高血压和糖尿病，瑞安的球迷。 |
| 秦雪             | 李萍     | 何墨的妻子，長期受丈夫家暴，車禍後因害怕被發現家暴舊傷而不敢做檢查。因遲遲安排不了手術室，導致術中大出血及心跳停頓，嘗試心室除顫惜無效而身亡。 |
| 鄭天陽           | 何墨     | 李萍的丈夫，發生車禍，二尖瓣腱索斷裂導致二尖瓣返流。 |
| 鄭茵茵           | 朵朵     | 何墨與李萍的女兒 |
| 李桂生           | 李成海   | 78歲，独居老人，因亡妻离世，想通过插刀、调氯化钾剂量等方式自杀。 |
| 崔英傑           | 流浪漢   | 阿茲海默症患者，心絞痛發作被江百列所救。 |
| 希童             | 李丹蕊   | 曾接受心臟移植手術，收養李小琴的女兒。 |
| 李嘉慧           | 楊珊珊   | 因二尖瓣狹窄做換瓣手術術後服用大量避孕藥而腦梗。 |
| 唐鑫             | 朱大同   | 環紀醫療器械銷售經理 |
| 袁超             | 張超     | 江百列的房東 |
| 賈鳳柱           | 李主任   | A.H.J.S HOSPITAL 安和濟生醫院普通外科主任醫師，前女友是秦大中的第二任前妻，当年为了争风吃醋而与秦大中有过冲突。 |
| 王爭             | 江經理   | 醫療器械公司經理，很欣賞江百列。 |
| 方言             | 吳曉陽   | 江百列同事，不慎吞下魚刺，扎入主動脈造成大出血。 |
| Reagan Apryl Mei | 艾倫懷特 | 外国人，心理諮詢師，為唐佳瑜與趙晉安做线上婚姻諮商。 |
| 趙君昌           | 王保衛   | 出租車司機，中東呼吸綜合症密切接觸者 |

## 每集列表
| 集數   | 標題               | 病例                                   | 片尾彩蛋                 |
| 第1集  | 新的開始           | 馬凡綜合症                             | 馬凡綜合症               |
| 第2集  | 是敵是友？         | 心臟黏液瘤                             | 心臟黏液瘤               |
| 第3集  | 一心不可二用       | 心臟移植                               | 心衰                     |
| 第4集  | 信任               | 術中知曉                               | 術中知曉                 |
| 第5集  | 愛的代價           | 冠狀動脈疾病                           | 體外循環機               |
| 第6集  | 製造一顆“心”       | 先天性心臟病                           |                          |
| 第7集  | 醫患關係           | 急性心包填塞                           | 急性心包填塞             |
| 第8集  | “心大”不是件好事嗎 | 風溼性心臟病                           |                          |
| 第9集  | 兩個醫生           | 心臟自體移植                           | 心臟自體移植             |
| 第10集 | 傳承               | 鏡面人                                 | 肝素和魚精蛋白           |
| 第11集 | 誰的過錯？         |                                        | 瓣膜置換術               |
| 第12集 | 一個都不能少       | 單心房單心室                           | 全腔靜脈-肺動脈連接術    |
| 第13集 | 不可原諒           |                                        |                          |
| 第14集 | 外科治病 麻醉保命  | 心臟嗜鉻細胞瘤                         | 心臟嗜鉻細胞瘤           |
| 第15集 | 死亡率200%         | 主動脈瓣狹窄                           |                          |
| 第16集 | 一場球賽的代價     |                                        |                          |
| 第17集 | 先天不足           | 永存動脈幹、 坎特雷爾五聯症            | 坎特雷爾五聯症和公益手術 |
| 第18集 | 重建               | 主動脈夾層                             | 主動脈夾層               |
| 第19集 | 選擇               | 雜交手術                               | 雜交手術室               |
| 第20集 | 危機               | 中東呼吸綜合症                         | 中東呼吸綜合症           |
| 第21集 | 隱瞞               | 三尖瓣閉鎖                             |                          |
| 第22集 | 真相               | 冠狀動脈異常起源於肺動脈、動脈導管未閉 |                          |
| 第23集 | 承諾               | 人道主義豁免手術、人工心臟             | 原位心臟移植術           |
| 第24集 | 失信               | 人道主義豁免手術、人工心臟             |                          |
| 第25集 | 失蹤的外科主任     |                                        |                          |
| 第26集 | 初心               | 主動脈根部瘤                           |                          |
| 第27集 | 巨人的肩膀         | 白塞氏病                               | 白塞氏病                 |
| 第28集 | 裂痕               | 靜脈平滑肌瘤                           | 除顫儀                   |
| 第29集 | 兩顆心臟           | 異位心臟移植                           |                          |
| 第30集 | 舊夢               | 胎兒宮內心臟手術                       | 胎兒宮內心臟手術         |
| 第31集 | 籠中鳥             | 心外膜海綿狀血管瘤                     |                          |
| 第32集 | 攤牌               |                                        |                          |
| 第33集 | 世界上最愛你的人   |                                        |                          |
| 第34集 | 應該說再見嗎？     | 馬凡綜合症                             |                          |
| 第35集 | 請你挽留我         | 經導管主動脈瓣置入術                   |                          |
| 第36集 | 人工心臟           | 人工心臟                               | 人工心臟植入手術         |

## 收视率
| 中国 央視八套 首播收视率 （CSM59 4+） |               |        |          |      |          |
| 集數                                  | 播出日期      | 收视率 | 收视份额 | 排名 | 備註     |
| 1-2                                   | 2022年6月25日 |        |          |      | 上星首播 |
| 3-4                                   | 2022年6月26日 |        |          |      |          |
| 5-6                                   | 2022年6月27日 | 0.513  | 2.339    | 9    |          |
| 7-8                                   | 2022年6月28日 | 0.706  | 3.467    | 6    |          |
| 9-10                                  | 2022年6月29日 | 0.792  | 3.887    | 4    |          |
| 11-12                                 | 2022年6月30日 | 0.908  | 4.372    | 3    |          |
| 13-14                                 | 2022年7月1日  | 0.890  | 4.136    | 3    |          |
| 15-16                                 | 2022年7月2日  | 0.882  | 4.034    | 3    |          |
| 17-18                                 | 2022年7月3日  | 0.825  | 3.769    | 3    |          |
| 19-20                                 | 2022年7月4日  | 0.903  | 4.306    | 3    |          |
| 21-22                                 | 2022年7月5日  | 1.132  | 5.420    | 1    |          |
| 23-24                                 | 2022年7月6日  | 1.100  | 5.374    | 1    |          |
| 25-26                                 | 2022年7月7日  | 1.010  | 4.955    | 1    |          |
| 27-28                                 | 2022年7月8日  | 1.042  | 4.801    | 1    |          |
| 29-30                                 | 2022年7月9日  | 1.090  | 5.097    | 1    |          |
| 31-32                                 | 2022年7月10日 | 1.078  | 5.089    | 1    |          |
| 33-34                                 | 2022年7月11日 | 1.002  | 4.836    | 2    |          |
| 35-36                                 | 2022年7月12日 | 1.110  | 5.391    | 2    | 上星收官 |

1. 数据由广视索福瑞提供，调查范围为四岁以上之观众。
2. 以上收视排名包括央视在内。
3. 数据来源：卫视这些事儿

## 電視劇歌曲
| 曲序 | 曲目                       |      | 作曲 | 编曲   | 製作人     | 演唱   |
| ---- | -------------------------- | ---- | ---- | ------ | ---------- | ------ |
| 1.   | 万里挑一（主题曲）         | 浅紫 | 浅紫 | 陈歆儒 | 王锋、浅紫 | 周深   |
| 2.   | 新芽（插曲）               | 浅紫 | 浅紫 | 常玮   | 王锋、浅紫 | 朱兴东 |
| 3.   | 陪你走完人生的旅程（插曲） | 浅紫 | 浅紫 | 常玮   | 王锋、浅紫 | 弦子   |
| 4.   | 就给我一个拥抱（插曲）     | 飞鱼 | 查航 | 常玮   | 王锋、浅紫 | 金志文 |

## 幕后团队
- 总出品人：薛继军
- 出品人：龚宇
- 总监制：庄殿君、王曉暉
- 总策划：申积军
- 总制片人：戴瑩、夏晓辉
- 制片人：马骏、赵小波、賈智棋、楊楊
- 执行制片人：周婕妤、王孟敬、徐旖繁、唐文韬
- 导演：温德光
- 总編審：王兆楠
- 编剧：王子
- 责任编辑：张小弛、何雅琴
- 责任制片：刘焱、李小东
- 宣传总监：孙浩洋
- 发行总监：王晓燕
- 音乐总监：浅紫
- 文学策划：李鹰
- 制片主任：刘勇刚
- 摄影指导：郑大为、李雪涛
- 录音指导：吴灿
- 美术指导：尤满义、黄志鸿
- 造型指导：卢昊
- 剪辑指导：吴艺翔
- 医疗顾问：郑军
- 医疗顾问统筹：郝璐

## 评价
作为一部医疗职场群像戏，电视剧《关于唐医生的一切》透过医生的视角，还原了他们的生活与情感，该剧的总制片人戴莹表示，该剧既展现医务工作者鲜为人知的一面，也希望对当下的社会有所关照。让观众能够卸下对特定行业的人们的职业光环，感受到他们作为普通人的喜怒哀乐，并在观剧过程中对心脏相关的医疗常识和自救常识有更多了解和认知。这部剧不仅真实还原病例故事，更将医学专业术语转化为影像表达语言，力图让观众跟随着医生的视角，去关注搏动的心脏、感受生命的厚重。

## 制作与宣传

### 制作
- 2019年初：编剧王子开始构思写剧本。[9]
- 2019年11月：进入前期筹备阶段。[10]
- 2020年6月：秦岚接到制作方剧本邀约。
- 2021年4月18日：进行手术集训。
- 2021年4月24日：进行剧本围读。
- 2021年4月26日：秦岚为此剧角色染发。
- 2021年4月27日：在北京怀柔区低调举行开机仪式，并首日拍摄。
- 2021年5月13日：在爱奇艺世界大会展览会上，发布概念海报。
- 2021年6月17日：官宣主演阵容。
- 2021年7月6日：总制片人戴莹、出品人龚宇剧组探班。
- 2021年8月19日：黄觉、高露杀青。
- 2021年8月21日：秦岚、魏大勋及全剧杀青，拍摄共历时117天。
- 2022年3月：进入后期配音。
- 2022年6月6日：剧集过審完成，发行取得许可证。

### 造型设计
“唐佳瑜”的眼鏡造型是由饰演者秦岚最初建议加入的，设计了带上金属细边眼镜的细节，只有门诊、会诊和手术戏份才佩戴。

### 感情线
原剧本的“唐佳瑜”和“刘沣”两人原本互相有感情纠结，后来为了注重这部剧的重心，修整剧本变成了两人之间的感情线没有展开。

### 幕后制作
机缘巧合下，爱奇艺制作方发现，国产“全磁悬浮人工心脏”研发背后是一批“甘坐冷板凳”却热心于专业，持续攻关的心血管医学专家团队，所以决定以国产“全磁悬浮人工心脏”为脉络，筹拍医疗行业剧。
该剧开拍前，主创们曾多次到医院做了扎实的前期调研与体验，而且采用真实病例案例作为剧情基础，为了确保足够的专业度和严谨性，毕业于武汉大学医学院临床医学专业的王子担任该剧编剧，制作方还请了专家团队来进行把关，邀请到了北京安贞医院心血管外科主任医师郑军及医疗指导小组，并联合70余人的医学团队为专业内容把关，作为本剧的专业医疗顾问，广泛阅览医疗行业纪录片，报告文学；定期请心外科医护人员来到现场教学。
主创团队实景考察对象不仅包括了北京安贞医院，也包括了天津附近大大小小的医院。最后，剧组在北京市怀柔区搭建了7000平方米的摄影棚，以1:1的高还原度建起了剧里的“安和医院”。
除了在服化道层面上还原真实医疗环境之外，该剧在剧情细节上也下了功夫——医生术前刷手流程、器官移植要服从平台规则调配、麻醉的效用等都在剧中得到谨慎的展现。

### 宣传
- 2021年10月19日：秦岚于北京会议中心出席《第29届北京电视节目交易会》。[15]
- 2022年6月25日：秦岚、编剧王子参与全媒体文娱资讯节目《中国文艺报道》，于晚上19:11在CCTV-3播出。
- 2022年6月26日：此剧的制作人贾智棋、参演演员高露、宣言、张翔、曲高位参与的影视访谈节目《据说很好看》，于晚上23:04在CCTV-8播出，该节目讲述剧中台前幕后的精彩故事。[16]
- 2022年7月5日：宣言、金泽灏、曲高位、杨子骅云直播爱奇艺“一起聊”《和我一起聊!!》。
- 2022年7月6日：秦岚、魏大勋、黄觉“云直播爱奇艺线上见面会”《安和医院开放日》。
- 2022年7月9日：宁文彤、张翔云直播爱奇艺“一起聊”《和我一起聊!!》。
- 2022年8月31日至9月2日：举行2022 BCWW，九样传媒（IXMedia）将携《关于唐医生的一切》参会。[17]

## 反响

### 未播前
该剧未开播前，爱奇艺站内预约量突破106万。

### 开播至收官
自开播至收官取得了不俗的成绩，爱奇艺站内热度值突破8211，电视收视率1.006%，黄金时段电视剧排第3，猫眼娱乐热度日冠×4，豆瓣评分7.4，于多个平台的剧集榜单中名列前茅，登上热搜热榜共892次，其中站内142次、微博266次、抖音24次、快手30次。微博剧集话题阅读量14.67亿，讨论量217.3万，评论总量15.4万，弹幕总量98.4万。
全网相关话题阅读量破40亿，成为近年来评分最高的医疗题材职场剧。

## 轶事
- 此剧是中国大陆首部研制“全磁悬浮人工心脏”真实故事为背景的医疗剧。
- 此剧以一台手术一个故事，平均一集一个案例，总共28个案例。
- 此剧设定需用120天（4个月）来完成全剧的拍摄，最后却使用了117天，比原定杀青时间提早了3天。
- 秦岚在全剧的总拍摄场口长达1000多场[20]。
- 此剧魏大勋所饰演的麻醉科医师，在现实中其母亲亦是一名麻醉科医师。
- 此剧为秦岚、魏大勋定情作。[21][22][23][24][25]

## 奖项及提名
| 年份   | 颁奖典礼                                | 奖项                                  | 得奖者       | 结果 |
| 2022年 | 第18届中美电视节                        | 年度金天使奖电视剧                    | 制作团队     | 獲獎 |
| 2022年 | 第7届电视剧大赏                         | 年度剧集作品 - 年度都市剧             | 制作团队     | 提名 |
| 2022年 | 第7届电视剧大赏                         | 年度剧集角色 - 年度都市类女性角色     | 秦岚         | 提名 |
| 2022年 | 第7届电视剧大赏                         | 年度剧集角色 - 年度都市类女性角色     | 高露         | 提名 |
| 2022年 | 第7届电视剧大赏                         | 年度剧集角色 - 年度都市类男性角色     | 魏大勋       | 提名 |
| 2022年 | 第7届电视剧大赏                         | 年度剧集角色 - 年度都市类男性角色     | 黄觉         | 提名 |
| 2022年 | 阿乐星愿跨年云盛典                      | 2022年度荧屏CP - 弈佳人cp             | 秦岚         | 提名 |
| 2022年 | 阿乐星愿跨年云盛典                      | 2022年度荧屏CP - 弈佳人cp             | 魏大勋       | 提名 |
| 2022年 | 2022年度总评榜影视榜单                  | 剧集                                  | 制作团队     | 提名 |
| 2022年 | 2022年度总评榜影视榜单                  | 女主角                                | 秦岚         | 提名 |
| 2022年 | 2022年度总评榜影视榜单                  | 男主角                                | 魏大勋       | 提名 |
| 2022年 | 2022年度总评榜影视榜单                  | 男配角                                | 黄觉         | 提名 |
| 2022年 | 2022年度总评榜影视榜单                  | 女配角                                | 高露         | 提名 |
| 2022年 | 第7届电视剧大赏                         | 年度剧集名场面 - 唐佳瑜机场追回叶弈明 | 秦岚         | 提名 |
| 2022年 | 第7届电视剧大赏                         | 年度剧集名场面 - 唐佳瑜机场追回叶弈明 | 魏大勋       | 提名 |
| 2022年 | 第14届國劇盛典                          | 年度优秀剧作                          | 制片人贾智棋 | 獲獎 |
| 2022年 | 第14届國劇盛典                          | 年度优秀演員                          | 秦岚         | 獲獎 |
| 2022年 | 第14届國劇盛典                          | 年度优秀演員                          | 魏大勋       | 獲獎 |
| 2023年 | CMG首届中国电视剧年度盛典               | 年度突破男演员                        | 魏大勋       | 提名 |
| 2023年 | 2022爱奇艺尖叫之夜                      | 年度创新剧集                          | 制作团队     | 獲獎 |
| 2023年 | “未来之路”文娱责任影响力年度盛典        | 荧屏影响力女性角色                    | 秦岚         | 提名 |
| 2023年 | 第3届环球影视文化传播高峰论坛暨年度优选 | 年度优秀剧集                          | 制作团队     | 獲獎 |

## 荣誉
| 年份   | 单位                                    | 荣誉         | 结果   |
| 2022年 | 2022暑假档都市剧正片播放冠军            | 冠军         | 不適用 |
| 2023年 | 人民文娱“温暖现实主义”                  | 入选电视剧   | 入选   |
| 2023年 | 2022年度北京市文化精品工程重点项目      | 入选电视剧   | 入选   |
| 2023年 | 第3届环球影视文化传播高峰论坛暨年度优选 | 正能量“榜样” | 入围   |